# Cleora rothkirchi
Cleora rothkirchi là một loài bướm đêm trong họ Geometridae.